# Eilanden en beschermde gebieden in de Golf van Californië
De eilanden en beschermde gebieden in de Golf van Californië zijn opgenomen op de lijst van werelderfgoed van de UNESCO. In totaal gaat het om 244 eilanden en kustgebieden, waaronder de Islas Tres Marías, Isla Isabel, San Pedro Martir, de Baai van Loreto, Tiburón, Angel de la Guardia en de delta van de rivier de Colorado.
De Golf van Californië, de zeearm die het schiereiland Neder-Californië van de rest van Mexico scheidt, is bekend vanwege haar biorijkdom. Er komen onder andere 695 soorten vaatplanten voor en 891 vissoorten. Verder herbergt de zee veertig procent van alle soorten zeezoogdieren. De eilanden en kustgebieden, waarin woestijn direct overloopt in zee, bieden een aparte aanblik.
Agavelandschap en oude industriële faciliteiten van Tequila · Hydraulisch systeem van het aquaduct van Padre Tembleque · Oude Mayastad en beschermde tropische regenwouden van Calakmul, Campeche · Historische versterkte stad Campeche · Precolumbiaanse stad Chichén Itzá · Centrale Universiteitsstadscampus van de Nationale Autonome Universiteit van Mexico · Biosfeerreservaat El Pinacate y Gran Desierto de Altar · El Camino Real de Tierra Adentro · Precolumbiaanse stad El Tajín · Franciscaanse missieposten in de Sierra Gorda van Queretaro  · Historische stad Guanajuato en aangrenzende mijnen · Hospicio Cabañas, Guadalajara · Eilanden en beschermde gebieden in de Golf van Californië · Luis Barragánhuis en -studio · Historisch Centrum van Mexico-Stad en Xochimilco · Vroeg-16e-eeuwse kloosters op de hellingen van de Popocatépetl · Historisch centrum van Morelia · Historisch centrum van Oaxaca en Monte Albán · Precolumbiaanse stad en nationaal park Palenque · Archeologische zone van Paquimé, Casas Grandes · Historisch centrum van Puebla · Historische monumentenzone van Querétaro · Revillagigedo-archipel · Biosfeerreservaat van de monarchvlinder · Rotstekeningen van de Sierra de San Francisco · Beschermde stad San Miguel en het Heiligdom van Jesús de Nazareno de Atotonilco · Sian Ka'an · Precolumbiaanse stad Teotihuacan · Historische monumentenzone van Tlacotalpan · Precolumbiaanse stad Uxmal · Walvisreservaat van El Vizcaíno · Archeologische monumentenzone van Xochicalco · Historisch centrum van Zacatecas · Tehuacán-Cuicatlánvallei: oorspronkelijke habitat van Mesoamerika